# 未知圖騰
未知圖騰（Annōn）是《精靈寶可夢》系列裡的虛構生物「寶可夢」之一，由杉森建設計，在《精靈寶可夢 金》與《精靈寶可夢 銀》中首次被引入，並出現在該系列的許多作品中。它並沒有一名專屬的配音員。
未知圖騰被稱為象徵寶可夢，它們的外表是黑色薄型的、如同文字，共有28種不同的型態，分別對應26個英文字母，問號和驚嘆號。評論家對未知圖騰的評價大多是負面的。

## 設定
未知圖騰的外型類似文字，棲息地通常是洞穴或遺跡的牆壁上，在《精靈寶可夢 金·銀》中有26種型態，而在《精靈寶可夢 紅寶石·藍寶石》加入了問號和驚嘆號，不過直到《精靈寶可夢 火紅·葉綠》才能使用這兩種型態。依據該作品的設定，不同外型的未知圖騰有不同的能力。未知圖騰在戰鬥中唯一的技能是「覺醒力量」，其威力取決於使用者本身的數值。

## 登場

### 在電子遊戲中
未知圖騰在《精靈寶可夢 金》和《精靈寶可夢 銀》中首次亮相，在該遊戲裡，玩家可以在完成阿露福遺跡的謎題後於洞穴內發現它們。在《鑽石·珍珠》中，玩家可以在隨意遺跡內發現它們。

### 在其他作品裡
未知圖騰是精靈寶可夢第三部劇場版《神奇寶貝劇場版：結晶塔的帝王》的主要反派，它們讀取小女孩小美的心情，以超能力創造出她最喜歡的寶可夢炎帝，讓炎帝成為小美的新「父親」，藉此取代小美那位因為研究而被捲入異次元的科學家父親 。在《神奇寶貝特別篇》中，未知圖騰於第八集初次登場，在鑽石與珍珠篇時，有兩個分別為D和P的未知圖騰出現在戴亞和帕爾身旁，表現得十分親密。

## 評論
《綜藝》雜誌認為未知圖騰「太過於抽像」，並認為它們是個壞點子，不像其他寶可夢一樣有吸引力。IGN將之評為「最沒用的寶可夢」，比不上其它雖然弱小、但會在訓練後變得更強的寶可夢。IGN還認為玩家收服它們的唯一理由，就是用它們排列出髒話。IGN的凱特·白雷（Kat Bailey）認為未知圖騰是《金·銀》裡設計得最差的寶可夢，收服它們不過是支線任務。在1UP.com列出的「五個最差的寶可夢」中，未知圖騰名列第五，認為它是遊戲中的「愚蠢的小花招」、在戰鬥中是「沒用的寶可夢」。GamesRadar也認為未知圖騰很糟糕，外型就像是字母餅乾。Kotaku的帕特里夏·埃爾南德茲（Patricia Hernandez ）援引未知圖騰做為評價第二世代品質的例子。 WhatCulture的克里斯·康柏（Chris Comb）把未知圖騰列入「偷懶的設計」和「不合格」的寶可夢名單中，他表示當自己還是個孩子時，對未知圖騰很有興趣，不過長大後他發現未知圖騰似乎不那麼「稀有、讓人興奮、有用處」。
不過未知圖騰也並非一無是處，1UP FM的文章認為，玩家可能會想要蒐集所有種類的未知圖騰，這算是它帶來的吸引力之一。

## 外部連結
- 未知圖騰字型
- 神奇寶貝百科 （页面存档备份，存于）